# Графство Бентгайм (район)
Гра́фство Бентга́йм (нім. Grafschaft Bentheim) — район у Німеччині, розташований на заході федеральної землі Нижня Саксонія, на кордоні з Нідерландами. Адміністративний центр — місто Нордгорн.
Охоплює приблизно ті ж самі землі, що й історичне графство Бентгайм, яке існувало до 1803 року і входило до складу Священної Римської імперії.

## Населення
Населення району становить 138 722 осіб (станом на 31 грудня 2021).

## Адміністративний поділ
Район складається з 2 міст і 20 громад (нім. Einheitsgemeinden), об'єднаних у 4 об'єднання громад (нім. Samtgemeinden), а також двох самостійних міст і однієї самостійної громади.
Дані про населення наведені станом на 31 грудня 2021. Зірочками (*) позначені центри об'єднань громад.
Самостійні міста/громади:
1. Бад-Бентгайм (місто) (15948)
2. Вітмаршен (12507)
3. Нордгорн (місто) (54162)

| Об'єднання громад: 1. Емліхгайм (14430) 1. Емліхгайм * (7441) 2. Гогстеде (2907) 3. Лаар (2109) 4. Рінге (1973) 2. Ноєнгаус (14368) 1. Георгсдорф (1225) 2. Еше (577) 3. Лаге (1005) 4. Ноєнгаус (місто) * (10356) 5. Остервальд (1205) | 3. Шютторф (15926) 1. Енгден (416) 2. Замерн (799) 3. Істерберг (589) 4. Квендорф (613) 5. Оне (575) 6. Шютторф (місто) * (12934) 4. Юльзен (11381) 1. Вілен (500) 2. Вільзум (1615) 3. Галле (681) 4. Геленкамп (577) 5. Гетело (505) 6. Іттербек (1732) 7. Юльзен * (5771) |